# Paullinia tumbesensis
Paullinia tumbesensis là một loài thực vật có hoa trong họ Bồ hòn. Loài này được D.R. Simpson mô tả khoa học đầu tiên năm 1976.